# Jürgen Soll
Jürgen Soll (* 7. November 1953) ist ein deutscher Biochemiker und Zellbiologe. Gemeinsam mit Nikolaus Pfanner erhielt er 2004 den Gottfried-Wilhelm-Leibniz-Preis.

## Werdegang
Soll studierte nach dem Abitur Biochemie an der Universität Hannover und schloss 1978 mit dem Diplom ab. Bis Ende 1981 war er wissenschaftlicher Mitarbeiter am botanischen Institut der Veterinärhochschule in Hannover, unterbrochen von mehreren Auslandsaufenthalten zu Studien- und Forschungszwecken. Zugleich promovierte er Anfang 1981 zum Dr. rer. nat.
1982 wechselte Soll für 16 Monate an die Berkeley-Universität, Kalifornien, und kehrte 1983 als Akademischer Rat auf Zeit an das Botanische Institut der Universität München zurück, immer wieder unterbrochen von Forschungsaufenthalten im Ausland. 1986 habilitierte er in München im Fach Botanik und blieb bis Ende 1988 in München.
Zum Wintersemester 1989/1990 wurde er zu seiner ersten Professur für Pflanzenphysiologie an die Universität Saarbrücken berufen, nachdem er sich die Monate zuvor, dank eines Heisenberg-Stipendiums der Deutschen Forschungsgemeinschaft seinen Forschungen widmen konnte. Wiederum zum Wintersemester 1991/1992 wechselte er nach Kiel an den Lehrstuhl für Entwicklungsphysiologie.
Seit dem Wintersemester 2001 lehrt Jürgen Soll als Professor für Biochemie und Physiologie der Pflanzen an der Universität München. Er gehört zu den führenden Wissenschaftlern auf dem Gebiet der Chloroplasten. Soll ist seit 2004 Mitglied der Leopoldina.
Jürgen Soll ist verheiratet und hat zwei Kinder.